# Pietro Rimoldi
Pietro Rimoldi (Sacconago, 5 novembre 1911 – Busto Arsizio, 14 novembre 2000) è stato un ciclista su strada italiano.
Professionista dal 1933 al 1942, vinse tra le altre la Coppa Bernocchi 1934, la Coppa Collecchio 1935 e il Giro del Piemonte 1938; fu anche secondo alla Milano-Sanremo 1940, battuto da Gino Bartali.

## Palmarès
- 1934 (Bianchi)

Coppa Bernocchi
Circuito Emiliano
- 1935 (Bianchi)

Coppa Collecchio
- 1936 (Ganna)

Genova-Nizza
Coppa Città di Busto Arsizio
- 1937 (Ganna)

Coppa Città di Busto Arsizio
- 1938 (Ganna)

Giro del Piemonte

## Piazzamenti

### Grandi Giri
- Giro d'Italia

1933: 35º
1934: ritirato
1936: 38º
1937: 30º
1938: 34º
1939: 47º
1940: 43º
- Tour de France

1935: ritirato (15ª tappa)

### Classiche monumento
- Milano-Sanremo

1933: 3º
1938: 24º
1940: 2º
- Giro di Lombardia

1932: 8º
1933: 3º
1934: 4º
1935: 10º
1937: 5º
1938: 4º